# Alessandro Matri
Alessandro Matri (Sant'Angelo Lodigiano, 19 de agosto de 1984) é um ex-futebolista italiano que atuava como atacante. 

## Carreira

### Milan e empréstimos
Foi revelado pelo Milan em 2004, mas sem se firmar, foi emprestado á clubes de divisões inferiores, como Prato, Lumezzane e Rimini. 

### Cagliari
Em 2007, foi contratado pelo Cagliari, da Série A. Após se destacar defendendo a equipe por quase 4 temporadas, 

### Juventus
Matri foi contratado por empréstimo de 6 meses pela Juventus em 31 de janeiro de 2011. Após marcar 9 gols em 16 jogos, tendo um bom desempenho em suas primeiras aparições com a camisa bianconera, foi contratado em definitivo no dia 2 de junho.
No dia 2 de abril de 2012, Matri renovou contrato com a Vecchia Signora por mais 2 anos, estendendo seu vínculo até 30 de junho de 2017. No entanto, sem repetir as mesmas atuações de sua 1ª temporada, Matri foi perdendo espaço no elenco, muito prejudicado também pelas seguidas lesões. Mesmo com o bi-campeonato italiano, Matri foi dado como "transferível" pela Juventus ao fim da temporada 2012-13, principalmente por conta da chegada dos recém-contratados Tévez e Llorente, que jogam na mesma posição de Matri.

### Retorno ao Milan
No dia 30 de agosto de 2013, com prestígio no mercado após boa passagem pela Juventus, Matri acertou seu retorno ao Milan, que pagou £ 11 milhões á Juve para contar com o atacante de 29 anos.
No dia 15 de janeiro acertou sua ida por empréstimo a Fiorentina, da Itália. Logo na sua estreia, fez dois gols na vitória de seu time sobre o Catania.
Em 2015, após rápida passagem por Genoa e Juventus, foi emprestado a Lazio para a temporada 2015–16.Logo em sua estréia, marcou os dois gols da vitória da Lazio sobre a Udinese.
Em agosto de 2016, Matri assinou por dois anos com o Sassuolo.

## Títulos
Juventus
- Serie A: 2011–12, 2012–13, 2014–15
- Supercopa da Itália: 2012, 2013
- Coppa Italia: 2014–15